# فتح (استان اسیوط)
فتح (به عربی: الفتح) نام شهری در نزدیکی شهر اب‌ناب در استان اسیوط مصر است.

## منبع
- مشارکت‌کنندگان ویکی‌پدیا. «El Fateh». در دانشنامهٔ ویکی‌پدیای انگلیسی.